# Quê hương tan rã
Quê hương tan rã (nguyên bản tiếng Anh: Things Fall Apart) là  tiểu thuyết nổi tiếng của nhà văn người Nigeria, Chinua Achebe. Tác phẩm nguyên gốc viết bằng tiếng Anh và đã được dịch ra 50 thứ tiếng. Tại Việt Nam, tác phẩm được Hoài Khanh và Nguyễn Hiến Lê dịch sang tiếng Việt.

## Tác giả
Chinua Achebe là người dân tộc Igbo. Ông sinh năm 1930 ở làng Ogidi, trong một gia đình theo Thiên Chúa giáo. Bố ông là người thuộc lớp nhà giáo đầu tiên của Nigeria và mẹ là con của một gia đình thợ rèn - một nghề cao quý ở Nigeria. Sau khi tốt nghiệp đại học Ibadan, ông làm ở đài phát thanh Nigeria và bắt đầu viết tiểu thuyết. Trong suốt cuộc đời của mình, ông đã tham gia nhiều hoạt động như: báo chí, chính trị, giáo dục... nhưng trên hết vẫn là sáng tác văn chương. Sự nghệp văn chương của C.Achebe khá đồ sộ với hơn 30 tác phẩm đủ mọi thể loại. Nadine Gordimer - một trong rất nhiều nhà văn đã chịu ơn ông về con đường ông khai mở, đã xưng tụng ông là "Cha đẻ của nền văn học Châu Phi hiện đại".

## Tác phẩm
Tiểu thuyết ra đời vào năm 1958 và là tác phẩm đầu tay của Chinua Achebe.

## Nội dung tác phẩm
Truyện kể về Okonkwo, một người dân tộc Igbo có thế lực ở làng Umuofia. Sau khi rời khỏi quê hương vì một tội nặng do vô ý gây nên, anh đã trở về và thất vọng chua chát khi chứng kiến mọi thứ đã thay đổi, quê hương đã tan rã. Mới đầu chỉ là những nhà truyền giáo đến và được đón nhận. Nhưng sau đó, người Anh thiết lập chính quyền và vơ vét của cải. Quê hương đã tan rã, sự đoàn kết của mọi người trong làng cũng tan rã. Đau đớn nhất là chính con trai của Okonkwo đã rời bỏ cha mình. Bế tắc vì không ai cùng mình đứng lên chống người da trắng, Okonkwo treo cổ lên cây mà chết, một cái chết ai oán và ghê tởm nhất theo phong tục của người Igbo.